# Bannwaldsee
Le Bannwaldsee est un lac situé dans la région naturelle de l'Allgäu, en Bavière dans le Sud de l’Allemagne.
Son altitude est de 786 m et sa superficie de 2,28 km2. Il est un voisin proche du Forggensee.

## Source de la traduction
- (en) Cet article est partiellement ou en totalité issu de l’article de Wikipédia en anglais intitulé « Bannwaldsee » (voir la liste des auteurs).